# 六星廣螢金花蟲
六星廣螢金花蟲（学名：Gallerucida singularis）为金花蟲科廣螢金花蟲屬下的一个种。